# Casa de Arenberg
La Casa de Arenberg es un linaje aristocrático constituido por tres familias que, de manera sucesiva, tomaron su nombre de Arenberg, un pequeño territorio situado en los márgenes del Sacro Imperio Romano Germánico en la región de Eifel. La herencia de la Casa de Croÿ-Aarschot hizo de los Arenbergs la familia noble más rica e influyente de los Países Bajos de los Habsburgo. Los Arenbergs fueron mediatizados en 1811. Como tal, la familia pertenece a un pequeño círculo de Altas familias nobiliarias.
El actual jefe de la casa lleva el título de duque de Arenberg, mientras que todos los demás miembros son príncipes o princesas. Todos disfrutan del tratamiento de Alteza Serenísima.

## Señores de Arenberg
| Fecha        | Nombre (nacimiento-muerte)                 | Nota                                                         |
| ------------ | ------------------------------------------ | ------------------------------------------------------------ |
| 1032         | Ulrich, Vizconde de Colonia                |                                                              |
| 1061-1074    | Franco I.                                  |                                                              |
| 1082-1135    | Arnold                                     |                                                              |
| 1106-1135    | Franco II.                                 |                                                              |
| 1136-1159    | Heinrich I.                                |                                                              |
|              | Gerhard                                    |                                                              |
| 1166/67-1197 | Heinrich II. de Arberg                     |                                                              |
|              | Eberhard (1200-1218) ∞ Aleidis de Molsberg | también condesa de Freusburg                                 |
|              | Heinrich III. (1220-1252)                  |                                                              |
|              | Gerhard ∞ Mechthild von Holte              |                                                              |
|              | Johann (1267-1280)                         | casado con Johanna von Jülich, vendido Vizcondado de Colonia |
|              | Mechthild                                  | En 1299, se casó con el conde Engelbert II. von der Mark.    |

## Condes de Arenberg
| Fecha (nacimiento-muerte) | Nombre                                                | Nota |
| ------------------------- | ----------------------------------------------------- | --- |
| 1299-1328                 | Conde Engelbert II von der Mark                       | Conde de La Marck y, por matrimonio, Señor de Arenburg                                                                                  |
| 1328-1387                 | Conde Eberhard von der Mark                           | Señor de Arenberg |
| 1387-1454                 | Conde Eberhard II von der Marck-Arenberg              | Señor de Sedán, y Arenburg |
| 1454-1480                 | Conde Johann von der Marck-Arenberg                   | Señor de Sedán, & Arenburg |
| 1480-1496                 | Code Eberhard III von der Marck-Arenberg              | Señor de Arenburg; hermano de Robert I de La Marck Señor de Sedán y <i id="mwag">chatelain</i> de Bouillon                              |
| 1496-????                 | Conde Robert I von der Marck-Arenberg                 | |
| ????-1536                 | Conde Robert II von der Marck-Arenberg                | |
| 1536-1541                 | Conde Robert III von der Marck-Arenberg               | Después de la extinción de la línea masculina, su hermana Margarethe (1541-1596) se casó en 1547 Conde Juan de Ligne, Duque de Arenberg |
| 1541-1547                 | Condesa Margaretha von der Marck-Arenberg (1527-1599) | |
| 1568-1616                 | Carlos ii Conde Principesco de Arenberg               | En 1576 elevado a Conde Principesco |

## Condes Principescos y más tarde Duques de Arenberg

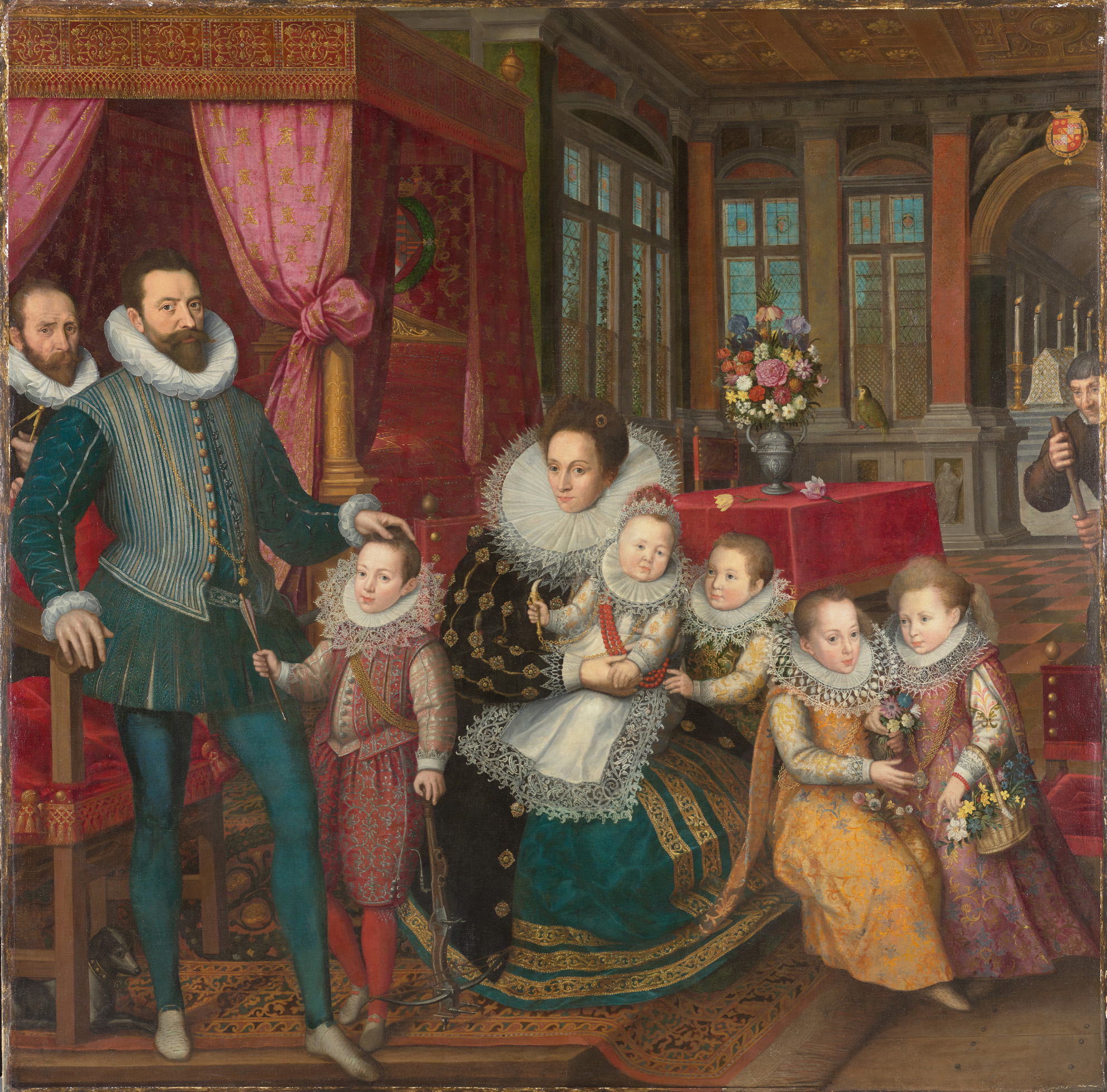
El conde Carlos de Arenberg y Ana de Croÿ con niños

El contrato de matrimonio en 1547 entre Margarita de la Marck, condesa de Arenberg, y Jean de Ligne-Barbançon estipulaba que su descendencia abandonaría el nombre de Casa de Ligne y adoptarían el nombre y las armas de los Arenberg. El 5 de marzo de 1576, el Emperador Maximiliano II elevó a Margarita y a su hijo Carlos al rango de Condes Principescos (en alemán: Gefürstete Graf). Como tal, los Arenbergs podían ocupar escaño y votar como príncipes seculares en la Dieta Imperial. El 9 de junio de 1644, el Emperador Fernando III otorgó el título de duque de Arenberg a los nietos de Carlos, Felipe Francisco y Carlos Eugenio, así como a todos los descendientes legítimos de Carlos y su hermano Roberto de Arenberg, príncipe de Barbançon.
Mientras tanto, el matrimonio del conde Principesco Carlos con Anne de Croÿ, hermana y heredera del último duque Croÿ de Aarschot, proporcionó a los Arenbergs una serie de títulos, y vastas propiedades en los Países Bajos meridionales en 1612. El título senior era el de Duque de Aarschot, que había sido creado en 1534, y fue el primer y único título ducal de la región hasta 1627, con Grandeza de España. Las tierras de los Arenbergs les dieron un asiento en el segundo estado de los Estados Provinciales de Brabante y de Henao. 
Puesto que los Arenbergs eran ahora indiscutiblemente la familia principal de los Países Bajos Meridionales, se convirtió en costumbre que los Duques recibieran el Toisón de Oro poco después de su ascenso al título. Acérrimos defensores de los Habsburgo, ocuparon altos cargos en la Corte de Bruselas, se sentaron en el Consejo de Estado, tomaron parte en las embajadas (especialmente la embajada al Rey Jaime I de Inglaterra que negoció la Tratado de Londres de 1604) y actuaron como gobernadores provinciales en Henao y el Franco Condado, recibiendo también mando de tropas.
En 1605, Carlos de Arenberg y Anne de Croÿ compraron la Tierra de Enghien al Rey Enrique IV de Francia, y lo hicieron su sede principal en los Países Bajos. Inspirados por lo que había hecho Robert Cecil en Theobalds House, los Arenbergs hicieron plantar jardines que alcanzarían  reputación internacional. En testimonio del patrocinio dado a la Capuchinos, el convento de la orden en Enghien se convirtió en el panteón de los Arenbergs. 
Con el Ducado de Aarschot llegó también un segundo escaño por Heverlee y el vasto bosque de Meerdaal. De acuerdo con su alto estatus, los Duques también poseían una residencia en Bruselas. Tras su destrucción en el bombardeo de 1695, los duques tuvieron que conformarse con viviendas alquiladas hasta la adquisición del Palacio de Egmont en 1754, que permanecería en posesión de la familia hasta 1918. 
Durante el Guerra de la Primera Coalición la Casa de Arenberg perdió sus territorios en la Orilla izquierda del Rin. En 1803, Luis Engelberto, VI Duque de Arenberg, fue compensado con Recklinghausen y Meppen en Alemania, y en 1806 también con el condado de Dülmen, formando con ambos el llamado Ducado de Arenberg, que fue ocupado por Napoleón en 1810, aunque fue devuelto en 1815 durante el Congreso de Viena. Sin embargo, Meppen fue mediatizado a favor del Reino de Hanover y Recklinghausen a favor dePrusia. Los Arenbergs recibieron los derechos y el rango de un casa mediatizada. 
El duque Engelberto (1872-1949) adquirió el Castillo de Nordkirchen en 1903, pero fue expropiado (u obligado a vender) sus vastas propiedades en Bélgica tras la Primera Guerra Mundial debido a su servicio como oficial en el ejército Prusiano. Su propiedad alemana fue heredada por sus tres hijos, y la mayor parte de ella fue concedida a un fideicomiso caritativo en 1989 por su nuera, la duquesa Mathildis.

## Galería

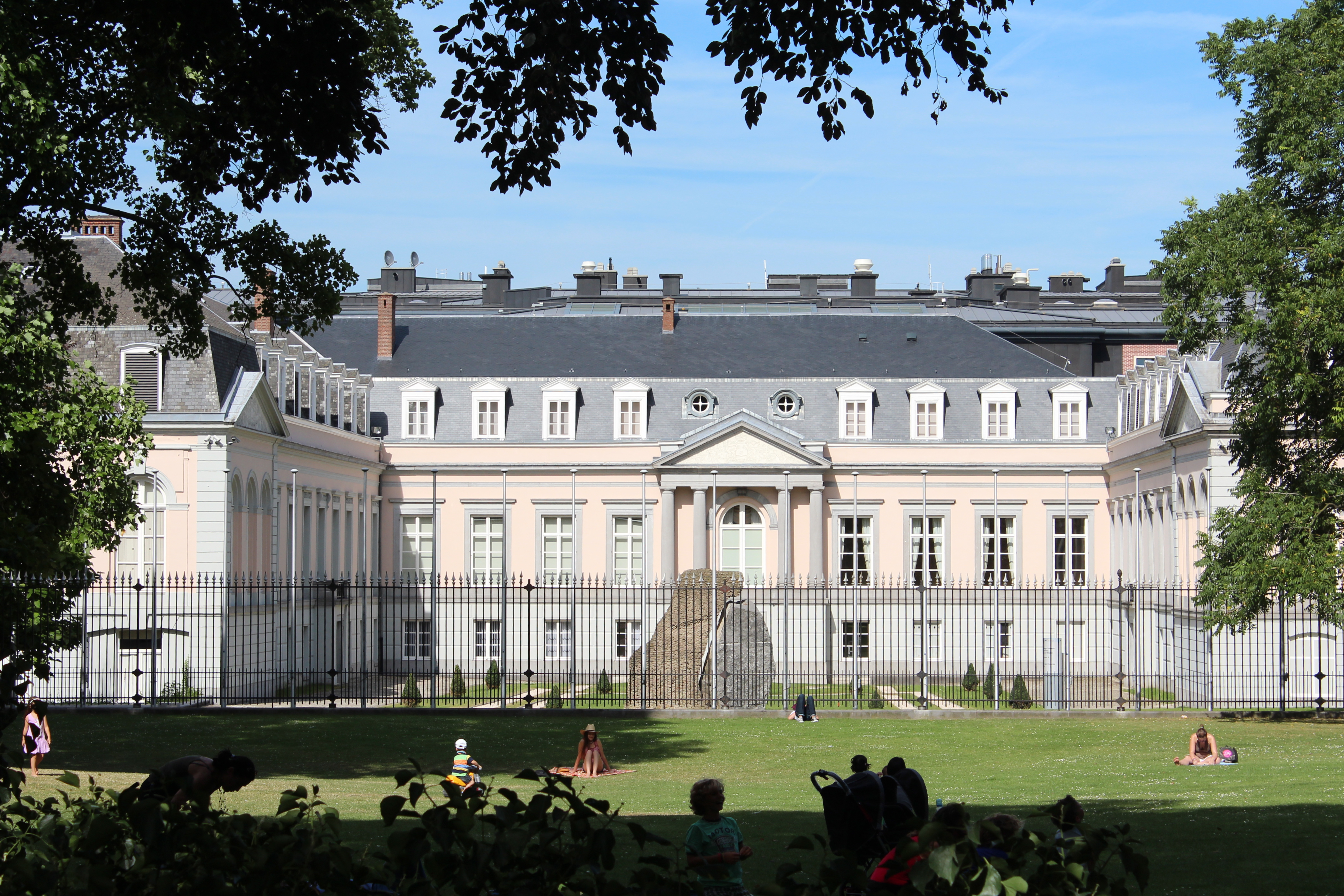
Palacio de Egmont, Bruselas
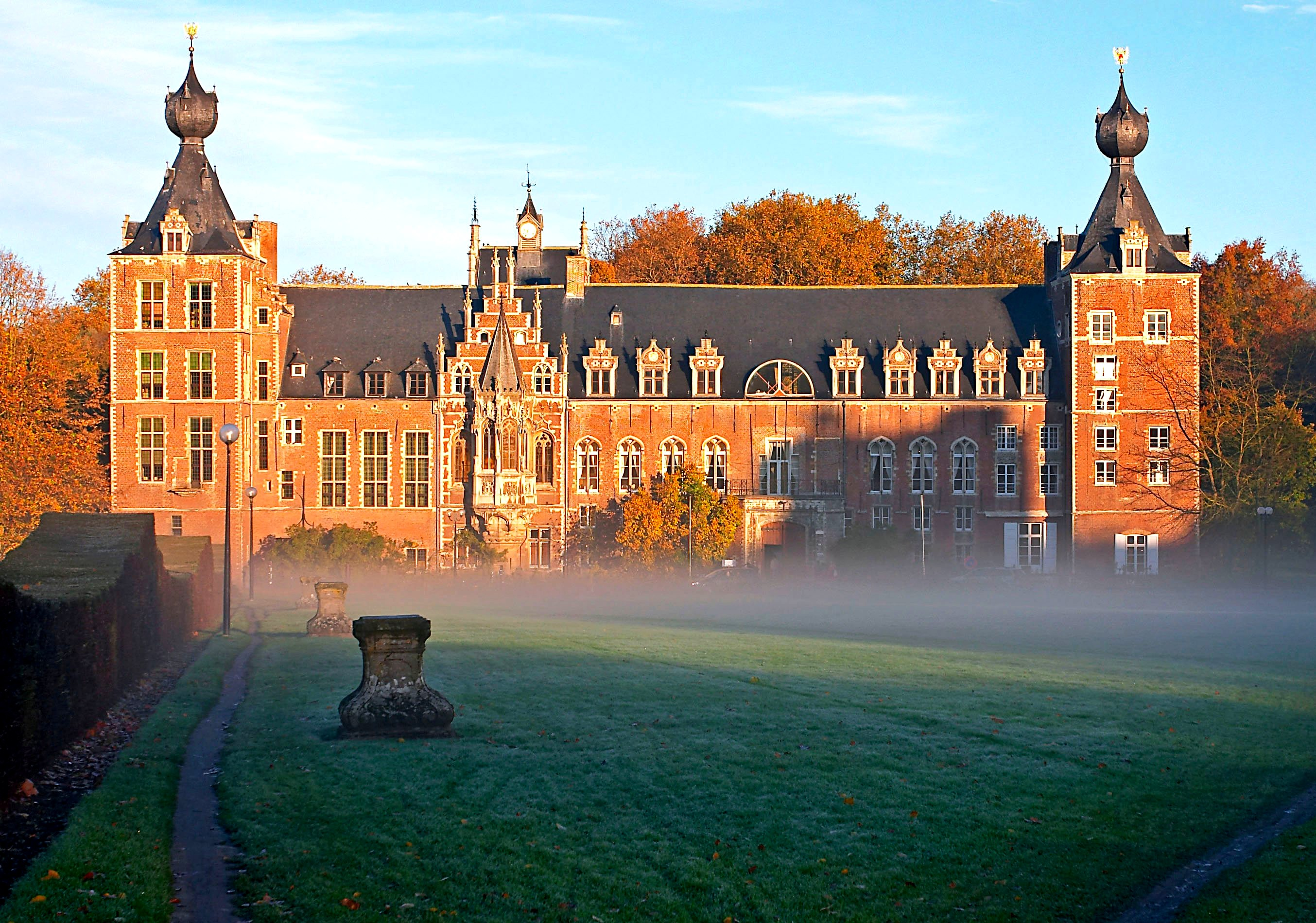
Heverlee Castillo, Bélgica
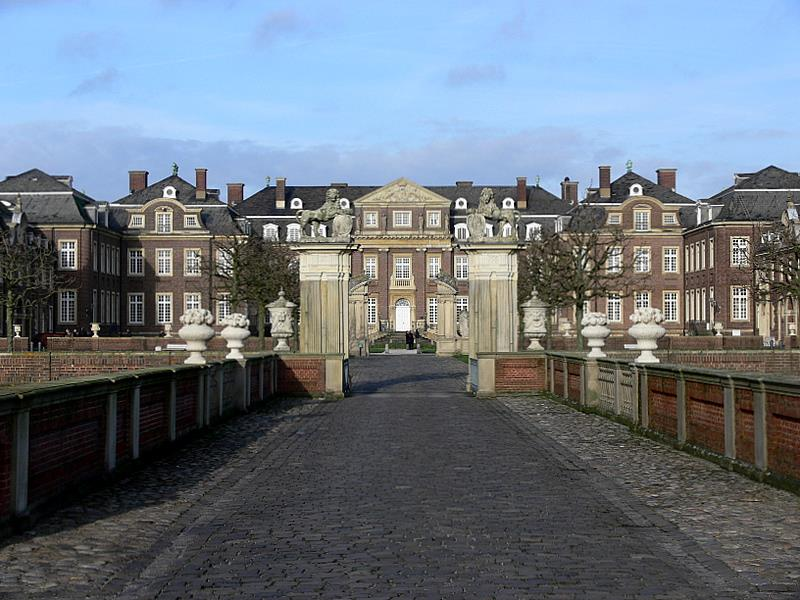
Castillo de Nordkirchen, Westfalia
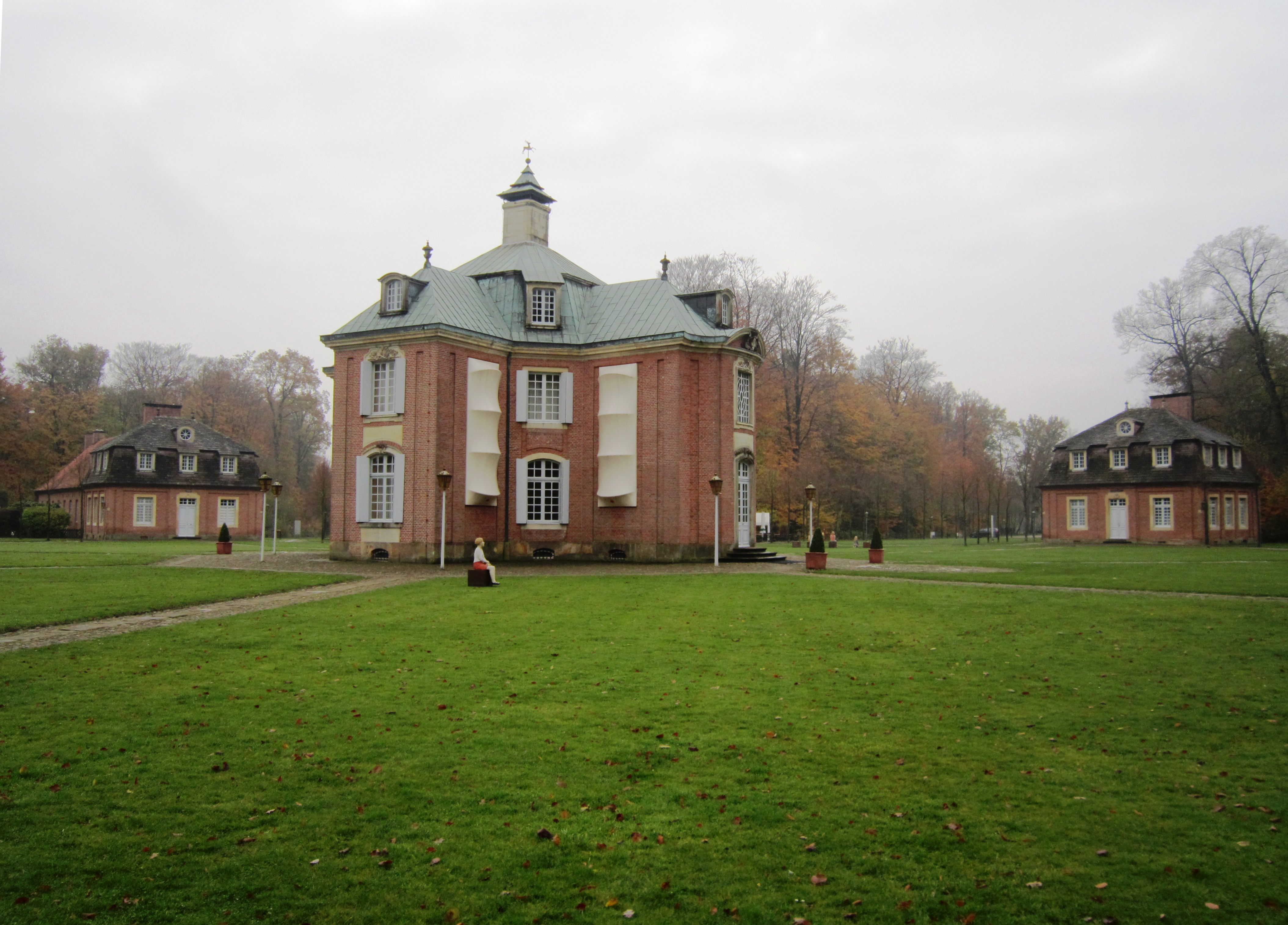
Pabellón de Caza Clemenswerth, Westfalia
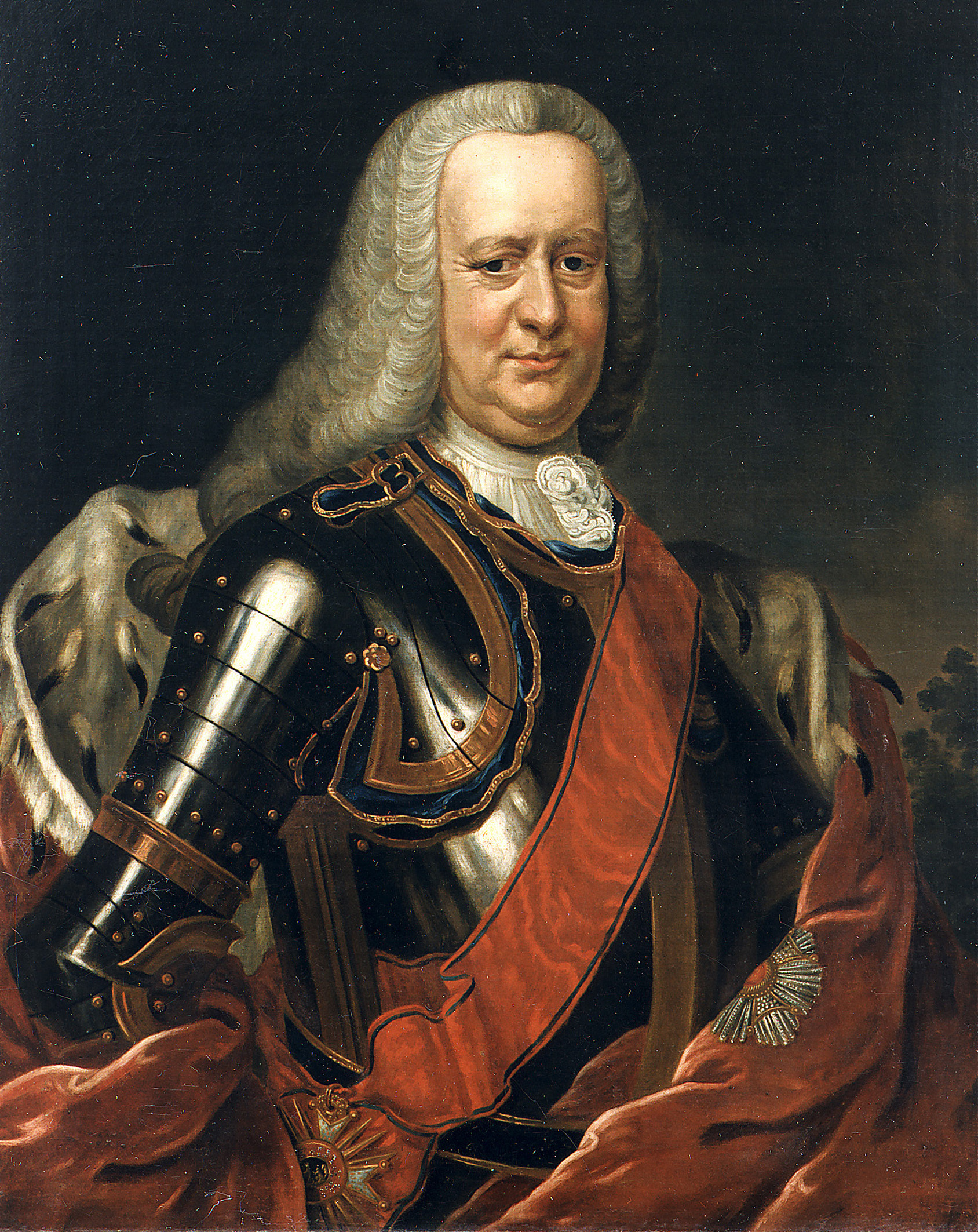
Retrato de Carlos María Raimundo, 5º Duque de Arenberg

## Lista de Jefes de la Casa de Arenberg
| Jefe de la Casa | Nombre principales títulos (nacimiento-muerte)                                                                                     | Nota |
| --------------- | --- | --- |
| 1576-1599       | Margarita de la Marck, Condesa principesca de Arenberg (1527-1599)                                                                 | casada con Juan de Ligne-Barbançon (1528-1568)                                                                                  |
| 1599-1616       | Carlos, II conde Principesco de Arenberg (1550-1616)                                                                               | hijo de Juan y Margarita |
| 1616-1640       | Felipe Carlos, III conde de Arenberg y VI Duque de Aarschot (1587-1640)                                                            | hijo de Carlos y Ana de Croÿ, duquesa de Aarschot                                                                               |
| 1640-1674       | Philippe François, I Duque de Arenberg y séptimo Duque de Aarschot (1625-1674)                                                     | hijo de Felipe Carlos |
| 1674-1681       | Carlos Eugenio, II Duque de Arenberg y VIII Duque de Aarschot (1633-1681)                                                          | hermanastro de Philippe François                                                                                                |
| 1681-1691       | Felipe Carlos, III Duque de Arenberg y IX Duque de Aarschot (1663-1691)                                                            | hijo de Carlos Eugenio |
| 1691-1754       | Leopoldo Felipe, IV Duque de Arenberg y X Duque de Aarschot (1690-1754)                                                            | hijo de Felipe Carlos |
| 1754-1778       | Carlos María Raimundo, V Duque de Arenberg y XI Duque de Aarschot (1721-1778)                                                      | hijo de Leopoldo Felipe |
| 1778-1820       | Luis Engelberto, VI Duque de Arenberg, XII Duque de Aarschot, I Duque de Meppen y I Príncipe de Recklinghausen (1750-1820)         | hijo de Carlos María Raimundo                                                                                                   |
| 1820-1861       | Próspero Luis, VII Duque de Arenberg XIII Duque de Aarschot, II Duque de Meppen y II Príncipe de Recklinghausen (1785-1861)        | hijo de Luis Engelberto |
| 1861-1875       | Engelberto Augusto, VIII Duque de Arenberg XIV Duque de Aarschot, III Duque de Meppen y III Príncipe de Recklinghausen (1824-1875) | hijo de Prospero Luis |
| 1875-1949       | Engelberto Marie, IX Duque de Arenberg, XV Duque de Aarschot, IV Duque de Meppen y IV Príncipe de Recklinghausen (1872-1949)       | hijo de Engelberto Augusto |
| 1949-1974       | Engelberto Carlos, X Duque de Arenberg, XVI Duque de Aarschot, V Duque de Meppen y V Príncipe de Recklinghausen                    | hijo de Engelberto Marie, yerno del Principe Alberto de Schleswig-Holstein, nieto de la Reina Victoria del Reino Unido          |
| 1974-1992       | Erik Engelbert, XI Duque de Arenberg, XVII Duque de Aarschot, VI Duque de Meppen y VI Príncipe de Recklinghausen                   | hermano de Engelberto Carlos, padre de Laetitia d'Arenberg, gran duquesa de Toscana                                             |
| 1992-2011       | Jean, XII Duque de Arenberg, XVIII Duque de Aarschot, VII Duque de Meppen y VII Príncipe de Recklinghausen                         | primo segundo una vez retirado Erik. Casó con la princesa Sofía de Baviera, hija menor de Ruperto, Príncipe Heredero de Baviera |
| 2011-present    | Leopoldo, XIII Duque de Arenberg, XIX de Duque de Aarschot, VIII Duque de Meppen y VIII Príncipe de Recklinghausen                 | hijo de Jean |